# 彼得里基夫齊 (赫梅利尼茨基州)
49°27′44″N 26°28′32″E / 49.46222°N 26.47556°E
彼得里基夫齊（烏克蘭語：Петриківці）是位於烏克蘭西部的村莊，由赫梅利尼茨基州裡赫梅利尼茨基區的維季夫齊市鎮負責管轄。該村面積0.91平方公里，海拔高度318米，2001年人口380，人口密度每平方公里417.6人。